# Eleonora Šomková
Eleonora Maria Šomková (25. února 1817 Praha – 1. října 1891 Královské Vinohrady) byla snoubenka českého básníka Karla Hynka Máchy a matka jeho syna Ludvíka. Mácha jí říkal „Lori“ a jako Lori se zapsala do kulturního povědomí.

## Rodina Šomkova
Narodila se do rodiny Josefa (1786–1848) a Marie (1776–1836) Šomkových. Josef Šomek byl vyučeným knihařem, ale jako vojenský invalida se živil výrobou krabiček pro kapslovku Sellier & Bellot. Lori měla šest sourozenců, z nichž stojí za pozornost starší sestra Antonie Šomková-Boubínová (1815–1889), která byla matkou slavné herečky Národního divadla Marie Bittnerové, a mladší sestra Anna Šomková-Rudloffová (1818–1895), která byla babičkou dramatika, prozaika a básníka Jaroslava Rudloffa (1876–1955). V době Máchova seznámení s Lori bydlela rodina Šomkových v Truhlářské ulici číslo 1099/II.

## Život s Máchou
S Karlem Hynkem Máchou se seznámila v zimě 1833–1834 po zkoušce Klicperovy aktovky Kytka, která probíhala v soukromém ochotnickém divadle u kostela sv. Mikuláše na Starém Městě. Lori i Mácha měli ve hře vystupovat. K samotnému seznámení došlo až v Celetné ulici v kavárně U Suchých. Přítomni byli i Josef Kajetán Tyl a jeho pozdější manželka Magdalena Forchheimová (1803–1870). Mácha a Lori měli v té době před sebou necelé tři roky společného soužití.
O jejich vztahu se dovídáme z Máchových dopisů, z jeho intimního deníku z roku 1835 a ze vzpomínek jeho současníků a přátel – Karla Sabiny, Eduarda Hindla, Josefa Kajetána Tyla, jenž o Máchovi napsal knihu Rozervanec, a dalších.
Komplikovaný vztah Máchy a Lori určovalo mnoho faktorů, především Máchova přecitlivělá labilní povaha, jež se těžko vyrovnávala s Lořinou lhostejností k českému jazyku (nikdy se nenaučila česky) i se záležitostmi zcela intimního charakteru, jež lze tušit za mnohými tématy v Máchově díle, zejména v Máji a Cikánech.
Mácha byl velice žárlivý. Když odcestoval z domu, Eleanoru zamykal i v době těhotenství doma, protože ji podezříval z nevěry.
Zásadním pro jejich vztah byl rok 1836. Lori čekala potomka. Mácha dokončil studia práv a koncem září nastoupil na místo koncipienta v Litoměřicích. Lori však zůstala v pokročilém stádiu těhotenství v Praze. 2. října 1836 se Lori a Máchovi narodil syn Karel Ludvík. (V literatuře též uváděn jako Ludvík Schomek a datum narození 1. října.) Dne 5. října byl pokřtěn u svatého Vojtěcha. Kmotrem mu byli Máchovi přátelé Antonín Strobach (1814–1856) a František Břetislav Trojan (1816–1889). Zatímco Lori zůstala v Praze u Máchových rodičů, Mácha se zabydlil v Litoměřicích, odkud jí psal množství dopisů, stejně tak rodině a přátelům. V noci z 15. na 16. října běžel Mácha z Litoměřic do Prahy, aby spatřil nemocného syna. Bylo to také naposledy, kdy se Lori s Máchou viděla.
Dne 2. listopadu napsal Mácha podrážděný dopis Lori; jde o poslední známý literární text velkého českého básníka. O čtyři dny později zemřel.
V den plánované svatby, 8. listopadu 1836, se konal v Litoměřicích Máchův pohřeb.

## Pozdější léta

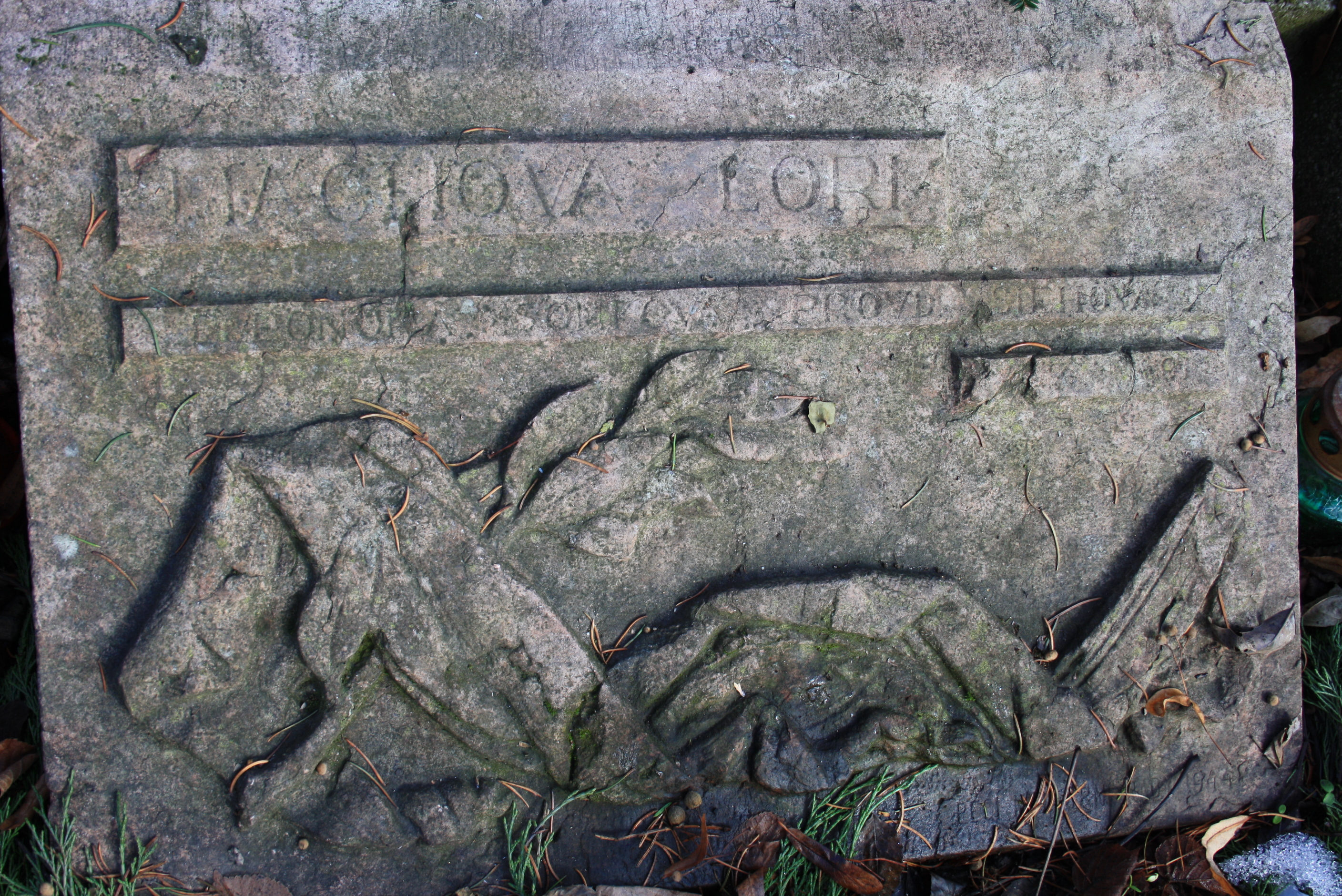
Náhrobek Eleonory Šomkové na Vinohradském hřbitově

Po Máchově smrti se uchýlila ke svému otci a věnovala se churavějícímu synovi, který však již 5. července 1837 zemřel. Žila s otcem až do jeho smrti. Poté si zařídila niťařský krámek a seznámila se s policejním úředníkem Františkem Siehem. Jejich svatba se konala 11. února 1849. Když byl Sieh přeložen do Krakova a později Lvova, putovala s ním. Po jeho smrti se jako bezdětná vdova vrátila do Prahy.
Karla Hynka Máchu přežila o více než padesát let, ale není známo, že by kdy navštívila jeho hrob v Litoměřicích.
Na sklonku života, v roce 1886, poskytla rozhovor novináři a spisovateli Josefu Ladislavu Turnovskému (1838–1901), v němž na Máchu vzpomínala. Rozhovor byl uveřejněn 8. května 1886 v Hlasu národa a článek s životopisnými údaji 28. května 1886 ve Světozoru.
Zemřela 1. října 1891 na Královských Vinohradech (dnes součást Prahy). Pohřeb se konal 3. října a je pochována na Vinohradském hřbitově, oddělení 3, číslo 178. Náhrobek se nachází na hrobě rodiny Zedníčkovy a je na něm nápis: MÁCHOVA LORI. Eleonora Šomková, provdaná Siehová, 1817 – 1891. Péčí Kulturní rady 1944.

## Lori jako součást máchovského kultu
Karel Hynek Mácha se stal legendou, jeho snoubenka je pro některé Máchovy obdivovatele dodnes součástí máchovského kultu.
V roce 1936, roce stého výročí Máchova úmrtí, vyšla kniha Jaroslava Rudloffa O Máchově Lori a rodině Šomkově. Roku 2008 se objevilo beletristické dílo Dagmar Štětinové Lori – múza Karla Hynka Máchy.
Lori se stala hojným motivem i ve výtvarném umění, nacházíme ji u Cyrila Boudy, Jaroslava Šerých a dalších.
Několikrát byla její postava ztvárněna i v českém filmu. Poprvé v němém filmu Svatopluka Innemanna Josef Kajetán Tyl (1925). Dále v životopisném filmu Karel Hynek Mácha (1937) režisérky Zet Molas. Postava Lori nechybí ani ve filmu Františka Vláčila Mág (1987), kde Lori Šomkovou představuje Veronika Žilková.